# Abou Hafs al-Ourdani
Abou Hafs al-Ourdani, (arabe : ابو حفص الاردني), aussi connu sous le nom d'Abou Khavs (1973 - 26 novembre 2006), est un djihadiste jordanien, qui dirigeait le bataillon des moudjahidine arabes en Tchétchénie. Il était l'un des adjoints d'Abou al-Walid, auquel il succède après la mort de ce dernier.

## Biographie
Il naît en Jordanie en 1973. Son nom de naissance serait Farid Youssef Amirat ou Faris Youssef Amirat.
Dans les années 1990, il est connu pour avoir combattu dans les Balkans et lors de la guerre civile au Tadjikistan, aux côtés d'Ibn al-Khattab et d'Abou al-Walid.
Après la mort d'Abu Walid le 16 avril 2004, il devient émir du bataillon des moudjahidine arabes en Tchétchénie.
Il est soupçonné d'avoir entretenu des liens avec la direction centrale d'Al-Qaïda, mais cette accusation n'a jamais été prouvée. Le gouvernement russe l'accuse entre autres d'avoir financé la prise d'otages de Beslan alors même qu'il l'a condamné et a nié toute implication dans cette dernière.
En février 2003, Colin Powell, alors secrétaire d'État américain, le désignait comme un émissaire d'Al-Qaïda pour le Caucase, étroitement lié au Jordanien Abou Moussab al-Zarqaoui, alors chef de l'organisation en Irak.
Le 19 septembre 2004, al-Ourdani appelle dans un communiqué à s'en prendre aux intérêts russes et américains en Tchétchénie. Ces propos ont probablement contribué à nourrir sa réputation d'« émir » présumé d'Al-Qaïda dans le Caucase.
Le 10 septembre 2006, dans une interview diffusée sur Kavkazcenter, il annonce avoir incité de jeunes civils à rejoindre ses rangs.

## Décès
Abou Hafs al-Ourdani est abattu par les autorités russes le 26 novembre 2006, à Khassaviourt, au Daghestan. Son décès est confirmé par les rebelles. 
Le 9 décembre 2006, un certain Muhannad lui succède à la tête du bataillon.